# São Vicente do Sul
São Vicente do Sul es un municipio brasileño del estado de Rio Grande do Sul.
Se encuentra ubicado a una latitud de 29º41'30" Sur y una longitud de 54º40'46" Oeste, estando a una altitud de 129 metros sobre el nivel del mar. Su población estimada para el año 2004 era de 8.726 habitantes.
Ocupa una superficie de 1192,6 km².
- Datos: Q606638
- Multimedia: São Vicente do Sul / Q606638